# ヨハンナ・シャルロッテ・フォン・アンハルト＝デッサウ
ヨハンナ・シャルロッテ・フォン・アンハルト＝デッサウ（Johanna Charlotte von Anhalt-Dessau, 1682年4月6日 - 1750年3月31日）は、ドイツのアンハルト＝デッサウ家の侯女で、ブランデンブルク＝シュヴェート辺境伯フィリップ・ヴィルヘルムの妻。

## 生涯
アンハルト＝デッサウ侯ヨハン・ゲオルク2世と、その妻でオランダ総督・オラニエ公フレデリック・ヘンドリックの娘であるヘンリエッテ・カタリーナの間の末娘として生まれ、両親に大切にかしずかれて育った。
1699年1月25日にオラニエンバウムで、ブランデンブルク選帝侯フリードリヒ3世（後のプロイセン王）の異母弟であるブランデンブルク＝シュヴェート辺境伯フィリップ・ヴィルヘルムと結婚した。辺境伯夫妻はベルリンに居館を所有していたにもかかわらず、シュヴェート（現在のブランデンブルク州シュヴェート/オーダー）の所領で暮らした。1711年に若くして夫と死別するとベルリンに移り、子供たちの養育に専念した。
1729年、ヨハンナは帝国修道院の一つで、ブランデンブルク＝プロイセンの保護下に置かれていたヘルフォルト女子修道院（Stift Herford）の修道院長に就任した。しかし最初の頃はブーフホルツに暮らしており、ヘルフォルトに移ったのは1735年になってからであった。1750年に死去し、遺骸はヘルフォルト修道院内の教会のドームに安置された。

## 子女
- フリードリヒ・ヴィルヘルム（1700年 - 1771年） - ブランデンブルク＝シュヴェート辺境伯
- フリーデリケ・ドロテア・ヘンリエッテ（1700年 - 1701年）
- ヘンリエッテ・マリー（1702年 - 1782年） - 1716年、ヴュルテンベルク公世子フリードリヒ・ルートヴィヒ（ヴュルテンベルク公エーバーハルト・ルートヴィヒの一人息子）と結婚
- ゲオルク・ヴィルヘルム（1704年）
- フリードリヒ・ハインリヒ（1709年 - 1788年） - ブランデンブルク＝シュヴェート辺境伯
- シャルロッテ（1710年 - 1712年）